# سید قطب

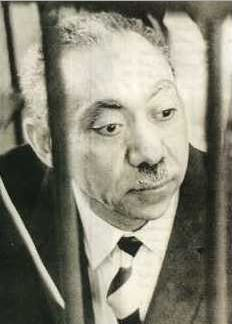
سید قطب دادگاه

سید ابراهیم حسین شاذلی قطب شناخته‌شده با نام سید قطب (۹ اکتبر ۱۹۰۶–۲۹ اوت ۱۹۶۶) نویسنده و نظریه‌پرداز اسلام‌گرای مصری بود. وی به دلیل بازنگری در تأثیر برخی از مفاهیم اسلامی بر تحولات اجتماعی و سیاسی نظیر جهاد، میان پژوهشگران اسلام سیاسی، مشهور است. برخی وی را «آموزگار گفتمان تکفیر» در سده بیستم خوانده‌اند.
اندیشه او سخت در ایدئولوژی جنبش‌ها و گروه‌های اسلام‌گرای، جهادی و سلفی اثر نهاد و مفهوم‌های «جاهلیت جهان»، «حاکمیت الله» و «جهانی بودن اسلام» به «تکفیر»، «انقلاب» و «خشونت» پیوندی ناگسستنی خورد. مکتب فکری او به عنوان «قطبی‌گری» شناخته می‌شود.

## زندگی و فعالیت سیاسی-اجتماعی
دختر آمریکایی کاملاً به افسونگری‌های بدنش آگاه است. او می‌داند که افسون‌گری در چهره‌اش، چشمان نافذ و لب‌های تشنه‌اش نهفته است. او می‌داند که پستان‌های گِردش، باسن بزرگش، ران‌های خوش‌ترکیبش و ساق‌های صافش افسون‌گرند. او همهٔ این‌ها را می‌داند باز هم آن‌ها را نمی‌پوشاند.
روایت سید قطب پس از بازگشت از آمریکا از «سبک زندگی آمریکایی» که او آن را «منزجرکننده» می‌خواند.

قطب در روستای موشه در استان اسیوط مصر به دنیا آمد. پدرش حاج قطب ابراهیم، از محترمان و فعالان اجتماعی محل خود بود. دوران ابتدایی را در همان روستا گذراند. از کودکی به آموختن قرآن پرداخت و در سن ۱۰ سالگی حافظ کل قرآن کریم شد. از آنجا که پدرش عضو حزب وطنی اللواء بود، هر هفته جلسات بحث و بررسی مسائل مهم مصر و جهان اسلام در منزلش برگزار می‌گردید که وی نیز در آنها به‌طور فعال شرکت داشت. در انقلاب ۱۹۱۹ مصر، در حالی که بیش از ۱۳ سال نداشت، وی نیز همراه پدرش برای مردم سخنرانی و آنها را به جهاد و مقاومت ترغیب می‌کرد.
در سال ۱۹۲۰ برای ادامه تحصیل به قاهره رفت. در ۱۶ سالگی وارد دانشگاه عبدالعزیز شد. پس از آن به دانشگاه دارالعلوم راه یافت. وی در دوران دانشجویی، از دانشجویان مستعد و با پشتکار بود و توجه استادانش را به خود جلب کرد. با پایان دوران دانشجویی، به استخدام وزارت تعلیم و تربیت مصر درآمد. او به عنوان نویسنده و منتقد اغلب اوقاتش را صرف ادبیات می‌کرد. رمانی به نام اشواک (خارها) نوشت و حتی با نقدهایش نجیب محفوظ، رمان‌نویس مصری را از گمنامی درآورد.
در سال ۱۹۳۹ کارمند وزارت معارف مصر شد. برای تحصیل دربارهٔ سیستم‌های آموزشی بین سال‌های ۱۹۴۸ تا ۱۹۵۰ با بورسیه تحصیلی به ایالات متحده رفت و مدرک کارشناسی ارشد خود را از کالج آموزشی ایالت کلرادو (نام فعلی‌اش دانشگاه شمال کلورادو است) دریافت کرد. «عدالت اجتماعی در اسلام» را که اولین اثر نظری مهمش در حوزهٔ نقد اجتماعی مذهبی است، در خارج از کشور در سال ۱۹۴۹ منتشر کرد.
مسائل زیادی در آمریکا بود که انتقاد شدید قطب را برمی‌انگیخت: نژادپرستی، مادی‌گرایی، آزادی فردی، سیستم اقتصادی، آرایش‌گران ناشی، ابتذال، ممنوعیت طلاق، هیجانات ورزشی و اختلاط «حیوانی» جنسیت‌ها (حتی در موقع رفتن به کلیسا). و از حمایت نکردن آمریکا از مبارزات مردم فلسطین نیز به شدت انتقاد می‌کرد. در مقاله‌ای که پس از بازگشت از آمریکا در مصر منتشر کرد، از رفتارهای جنسی در آمریکا به شدت انتقاد کرد:
قطب نتیجه می‌گیرد که جلوه‌های اصلی زندگی آمریکایی «بَدْوی» و منزجرکننده است. در سال ۱۹۵۳ از خدمات دولتی استعفا داد تا به اخوان‌المسلمین بپیوندد و بعدها تأثیرگذارترین مبلّغ این گروه شد. مکتب فکری او اکنون به عنوان قطبی‌گری شناخته می‌شود.
هم اخوان‌المسلمین و هم قطب از ارتباط نزدیک‌شان با جنبش افسران آزاد در زمان کودتای ۱۹۵۲ و پس از آن راضی بودند. بسیاری از اعضای اخوان‌المسلمین انتظار داشتند که ناصر دولتی اسلامی تشکیل دهد، دست کم یک دموکراسی اسلامی. اما خیلی زود رابطهٔ میان اخوان‌المسلمین و افسران آزاد که موفقیت‌هایی در انقلاب کسب کرده بودند، تیره شد. افسران آزاد نه انتخابات برگزار می‌کردند و نه حاضر بودند مصرف الکل را ممنوع کنند. خیلی زود معلوم شد که اصول اسلامی اخوان‌المسلمین و ایدئولوژی سکولار ناصریسم با هم سازگار نیستند.
پس از تلاش برای ترور جمال عبدالناصر در سال ۱۹۵۴، دولت مصر به تأدیب اخوان‌المسلمین پرداخت. قطب و بسیاری دیگر از اعضای اخوان‌المسلمین را به خاطر مخالفت‌های شفاهی با سیاست‌های دولت حبس کرد. قطب در زندان دو اثر بسیار مهمش را نوشت: تفسیری بر قرآن (فی ظلال القرآن الکریم) و مانیفست اسلام سیاسی‌اش با عنوان «نشانه‌های راه». این آثار اندیشه‌های نهایی قطب را تشکیل می‌دهند، او در این کتاب‌ها بر مبنای تفسیرهایی از قرآن، تاریخ اسلام و مسائل اجتماعی و سیاسی مصر ادعاهایی افراطی و ساختارشکنانه مطرح کرده است.
قطب با وساطت نخست‌وزیر وقت عراق، عبدالسلام عارف، از زندان آزاد شد، اما هشت ماه بعد در اوت ۱۹۶۵ دوباره بازداشت شد. او متهم به طراحی برای سرنگونی دولت بود و به دادگاهی فرستاده شد که عده‌ای آن را دادگاهی نمایشی می‌نامند. اغلب اتهامات او مستقیماً برگرفته از کتاب معالم فی الطریق بود. او در دادگاه سرسختانه از عقایدش دفاع کرد. دادگاه قطب و شش عضو دیگر اخوان‌المسلمین را به اشد مجازات یعنی اعدام محکوم کرد.
وی به دستور جمال عبدالناصر در ۲۹ اوت ۱۹۶۶، به اتهام «توطئه برای براندازی رژیم»، اعدام شد.

## فعالیت مطبوعاتی
همزمان با دوران دانشجویی وارد دنیای مطبوعات شد. وجه تمایز آثار او، لبه تیز تهاجمات به هیئت حاکمه مصر و سران غرب‌زده بود که سرانجام به تعطیلی نشریه انجامید.
پس از آن خود نشریهٔ العالم العربی را راه انداخت.
دولت مصر که از فعالیت مطبوعاتی وی ناخرسند بود، به بهانه تحقیقات وی را به آمریکا فرستاد تا شاید تحت تأثیر محیط آنجا اندکی تغییر کند. وی پس از دو سال به مصر بازگشت.

## تکامل فکری
در این‌باره که چرا قطب از یک اصلاح‌طلب سکولار در دههٔ ۱۹۳۰ به یک اسلام‌گرای تندرو (که در معالم فی الطریق مشهود است) در دههٔ ۱۹۵۰ تبدیل شد، نظریات گوناگونی وجود دارد. یکی از نظریه‌های عمده در این مورد این است که زمانی که وی در سال‌های ۱۹۵۴ تا ۱۹۶۴ در زندان به سر می‌برد، از آن جا که شاهد شکنجه و جنایات زیادی علیه اخوان المسلمین بود، نتیجه گرفت که جز در یک حکومت پای‌بند به قوانین شرع نمی‌توان جلو چنین مظالمی را گرفت. نظریه دیگر این است که تجربیات وی در آمریکا از یک‌سو و این که سیاست‌های ناصر به اندازهٔ کافی ضدغربی نبودند از سوی دیگر باعث شد تا افسون قدرتمند و خطرناک جاهلیت (که در نظر او خطر جدی یک ذهنیت سکولار بود) را احساس کند. سرانجام، قطب نظریه خودش را در «معالم فی الطریق» مطرح کرد، او ادعا می‌کند تا زمانی که از قوانین شریعت به عنوان یک سیستم جامع برای تمام جنبه‌های زندگی پیروی کنیم، هیچ چیز غیراسلامی ناجور و فاسدی وجود نخواهد داشت و انسانیت از تمام مواهب برخوردار خواهد شد، از آرامش شخصی و اجتماعی گرفته تا «گنجینه‌های» نهفته در جهان.
به‌طور طبیعی، تجربیات قطب به عنوان یک مصری – دوران کودکی، کارهای حرفه‌ای و مبارزاتش در اخوان‌المسلمین- اثر آشکاری بر دیدگاه‌های نظری و مذهبی‌اش باقی گذاشته است. حتی در نوشته‌های سکولار اولیه‌اش، نشانه‌هایی برای زمینه‌های بعدی افکارش وجود دارد. برای مثال، در خودزندگی‌نامهٔ دوران کودکی قطب طفل من القریه کمتر اشاره‌ای به اسلام یا نظریه‌های سیاسی شده است و معمولاً در زمرهٔ یک اثر ادبی سکولار طبقه‌بندی می‌شود. با وجود این، پر از اشاره‌هایی به عرفان روستایی، خرافات و قرآن و وجود بی‌عدالتی است. آثار بعدی قطب در چنین زمینه‌هایی با استفاده از تفسیرهای قرآنی، عدالت اجتماعی و اسلام سیاسی بسط پیدا می‌کند.
حرفهٔ نویسندگی قطب تأثیر عمیقی بر فلسفه‌اش گذاشته است. در آفرینش هنری در قرآن درکی ادبی از قرآن و روش‌شناسی تکمیلی در تفسیر متن را به کار برد. هرمنوتیک وی که در تفسیر جامع قرآن فی ظلال القرآن به کار رفته است زیربنای تبیین رادیکال در «نشانه‌های راه» است.
در اواخر عمر، قطب تجربیات شخصی و پیشرفت‌های نظری‌اش را در بدنهٔ باورهای مذهبی و سیاسی‌اش ترکیب کرد و در «معالم فی‌الطریق» منتشر کرد. این کتاب خلاصه‌ای از دیدگاه‌های کلی قطب دربارهٔ سیستم اسلامی است. در ضمن در این کتاب قطب آشکارا حکومت سکولاری مثل رژیم عبدالناصر که مشروعیتش را بر مبنای خواست و رضایت انسان‌ها قرار داده بود، محکوم کرده است. این اثر بیش از دیگر آثارش، شخصیت قطب را به عنوان رهبر اسلام‌گرایان افراطی در قرن بیستم شکل داد.

## دیدگاه‌های سیاسی
قطب چه در زمانی که از حکومت دیکتاتوری حمایت می‌کند و چه بعدها که حکومت قوانین شریعت و ذاتاً بدون دولت را ترویج می‌کند، دیدگاه‌های سیاسی‌اش همواره متمرکز بر اسلام است، اسلامی که سیستم جامع اخلاقی، قضایی، و حکم‌رانی دارد و قوانین شریعتش باید تنها مبنای حکومت باشد. دیدگاه قطب دربارهٔ حکومت اسلامی با بسیاری از مسلمانان نوگرا و اصلاح‌طلب که معتقدند چون نهاد قرآنی شورا از انتخابات و دموکراسی حمایت می‌کند، در نتیجه دموکراسی پدیده‌ای اسلامی است، متفاوت است. قطب در عوض از حکومت «مطلقهٔ محض» دفاع می‌کند، او ادعا می‌کند که خطاب قرآن در موضوع شورا تنها به حاکم است تا با برخی از حکومت‌شوندگان مشورت کند و ربطی به انتخابات ندارد.
قطب انقلاب ۱۹۵۲ را در ابتدا فرصتی برای عملی کردن دیدگاه‌هایش می‌دید، اما به محض این که معلوم شد این رژیم اجرای کامل قوانین شریعت را نمی‌پذیرد، از سیاست‌های دولت جدید افسران آزاد به رهبری جمال عبدالناصر فاصله گرفت. قطب هم‌چنین شاهد عینی وحشی‌گری‌های حکومت ناصر در بازداشت‌های خودسرانه، شکنجه و خشونت‌های مرگبار در زندان بود. شاید در واکنش به همین مظالم قدرت بود که دیدگاه قطب شکل گرفت: حکومت اسلامی به جای آن که توسط چند شخص دین‌دار اداره شود، باید «فارغ از انسان‌های روی زمین و هر اراده‌ای جز ارادهٔ خداوند باشد» و هیچ حکم‌رانی نداشته باشد.
در برنامه شاهد علی العصر مفتی سنی مذهب یوسف قرضاوی در تلویزیون الجزیره:می‌گوید سید قطب به اتحاد همه مسلمانان اعتقاد داشت و عبارت: ""جهان اسلام از اقیانوس اطلس تا خلیج فارس "" را سید قطب در سخنرانی‌هایش مطرح می‌کرد اما بعد جمال عبدالناصرآنرا تبدیل به "جهان عرب از اقیانوس اطلس تا خلیج فارس" (فی محیط الاطلسی الی الخلیج الفارسی) کرد تا قومیت عربی را به‌جای اسلام مطرح کند.
ایدهٔ فراغت کامل حکومت از انسان و راه‌های رسیدن به آن در آخرین کتاب وی «نشانه‌های راه» تبیین شده است. قطب خودش را یک مسلمان پیش‌تاز می‌دید که باید با دو روش با جاهلیت مبارزه کند: تبلیغ کردن و براندازی سازمان‌ها و قدرت‌های سیستم‌های جاهلی از طریق «قدرت فیزیکی و جهاد». جنبش پیشرو باید رشد کند تا یک جامعهٔ حقیقتاً اسلامی را تشکیل بدهد و سپس آن را به سراسر سرزمین‌های اسلامی گسترش دهد و در نهایت تمام جهان را دربر بگیرد.
قطب تأکید می‌کند که این مبارزه آسان نیست. اسلام حقیقی تمام جنبه‌های زندگی را دگرگون خواهد کرد و هر چیز غیر اسلامی را از میان خواهد برد. مسلمانان غیرواقعی، یهودیان و غربی‌هایی که جاهلی هستند همه مبارزه خواهند کرد و هم‌پیمان می‌شوند تا نگذارند جاهلیت از بین برود. مسلمانان واقعی می‌توانند مشتاقانه به استقبال «فقر، مشقت، ناامیدی، عذاب و فداکاری» بروند.

## فلسفه
قطب اغلب به عنوان مهم‌ترین حامی نظری اسلام سیاسی در قرن بیستم شناخته می‌شود. این موضوع تا حد زیادی به خاطر کتاب‌هایی است که در این باره نوشته است و نیز به خاطر آن است که در آخرین کتابش ارتباطی قوی میان سیاست و مذهب برقرار کرده است. قطب به ویژه، دیدگاه‌های پیچیده و جنجال‌برانگیزی را در مورد چند مقولهٔ اسلام سنتی طرح‌ریزی کرد. قطب شخصیت تکرار ناشدنی در تاریخ مصر قلمداد شده است.

## جاهلیت
یکی از بدعت‌های قطب استفاده از واژهٔ «جاهلیت» در مورد جوامع مسلمان دوران مدرن بود، این اصطلاح به‌طور سنتی به گمراهی بشریت پیش از ظهور اسلام گفته می‌شد. از نظر قطب کنار گذاشتن قوانین اسلامی و ارزش‌های مذهبی (به ویژه پس از استعمار اروپا) جهان اسلام را هم‌چون دوران پیش از اسلام (یعنی جاهلیت) در گمراهی فرو برده است. قطب با نامگذاری جاهلیت به دنیای اسلام نتیجه می‌گیرد که تمام حکومت‌های غیراسلامی از جمله مصر نامشروعند.
جنجالی‌ترین ویژگی نظریهٔ قطب دربارهٔ جاهلیت، کاربرد وسیع آن بود. قطب معتقد بود که تمام جوامعی که با حکومت‌های غیراسلامی اداره می‌شوند، جاهلی هستند. علاوه بر آن، قطب بر مبنای تفسیرهای قرآنی از جاهلیت، نتیجه می‌گرفت که مسلمانانی که در این‌گونه جوامع زندگی می‌کنند شرعاً موظفند با دولت حاکم مبارزه کنند و با حکومت درگیر شوند. با این نظریهٔ مشروعیت و تحریک به انقلاب، قطب در مقابل اغلب جوامع سیاسی و از جمله موطنش، مصر قرار گرفت.

## نقدها
قطب را، به ویژه در بخشی از رسانه‌های مهم، به عنوان حامی نظری جنبش‌های گوناگون افراط‌گرایی اسلامی در دههٔ ۱۹۸۰، از جمله القاعده می‌شناسند. آن‌ها ادعا می‌کنند که قطب زیربنای فکری افراط‌گرایی اسلامی است. محمد قطب، برادر قطب، پس از رهایی از زندان در مصر به عربستان سعودی مهاجرت کرد و در آنجا به مقام استادی مطالعات اسلامی رسید. در آنجا آثار برادرش را ویرایش، منتشر و تبلیغ می‌کرد. میراث قطب، نفوذ قطب و آثارش طیف کامل اسلام‌گرایان را دربرگرفته است. او اغلب در کنار اسلام‌گرایان برجسته‌ای چون مولانا مودودی و حسن البنا، یکی از پرنفوذترین مبارزان دوران مدرن به حساب می‌آید. وی بدین خاطر شهرت یافت که ایدئولوژی اسلامی را در حل مسائل اجتماعی و سیاسی جاری نظیر غربی شدن، مدرنیزاسیون و اصلاحات سیاسی به کار برد. قطب موضوعات بسیاری را در کتابش بسط داد که اکنون در گفتمان‌های غربی دربارهٔ اسلام‌گرایی بسیار متداول است، از جمله نظریه برخورد ناگزیر ایدئولوژیکی میان «اسلام و غرب»، نظریهٔ امت چندملیتی و کاربرد وسیع جهاد در پیش‌زمینه‌های گوناگون معنوی، سیاسی و اجتماعی.
قطب در زمینهٔ سیاست نشانهٔ بارزی در اخوان‌المسلمین برجای گذاشته است که هنوز هم وجود دارد و با سیاست در مصر آمیخته است. اثر نظری او در مورد دفاع غیرخشونت‌آمیز از اسلام شامل تأکید بر عدالت اجتماعی و آموزش و پرورش سنگ بنای اخوان‌المسلمین فعلی است. تفسیر او از جهاد به صورت خشونت‌آمیز و غیر خشونت‌آمیز و کاربردش در دگرگونی اجتماعی بر بسیاری از مبارزان اسلام‌گرایی که بعد از وی آمدند تأثیر گذاشت. سرانجام، زندانی شدن و اعدام او به دستور جمال عبدالناصر باعث شد که برخی از مسلمانان وی را شهید به حساب بیاورند. بسیاری او را به عنوان مهم‌ترین مفسر جدید قرآن در قرن بیستم می‌شناسند.
آثار نوشتاری قطب از جمله جنجالی‌ترین‌شان، امروزه در دسترس همگان هست و به اغلب زبان‌های غربی ترجمه شده است. مشهورترین کتاب قطب، نشانه‌های راه را برخی آغاز اسلام سیاسی مدرن به حساب می‌آورند. در هر حال، اغلب نظریات قطب در تفسیر قرآنی فی ظلال القرآن دیده می‌شود. این کتاب سی‌جلدی به خاطر روش ابتکاری وی در تفسیر قابل توجه است. این روش وام گرفته از تحلیل ادبی امین الخولی است، هر چند برخی ویژگی‌های ساختاری تفسیر سنتی را نیز حفظ کرده است (مثلاً پیش رفتن به ترتیب از اولین سوره تا آخرین سوره).

## آثار

### تألیفات ادبی
- «اسلام و سرمایه‌داری» ترجمه سید محمد شیرازی
- «تفسیر فی ظلال القرآن» که دو جزء اول آن را سید علی خامنه‌ای و تمام هشت جلد را مصطفی خرم‌دل با عنوان در سایه قرآن منتشر کرده است.
- «ما چه می‌گوییم» ترجمه سید هادی خسروشاهی
- «ویژگی‌های ایدئولوژی اسلامی» ترجمه سید محمد خامنه‌ای
- طفل من القریة (سیرة ذاتیة).
- خارها (أشواک) (داستان).
- المدینة المسحورة (داستان افسانه‌ای).
- نقد ادبی - اصول و روش آن (النقد الأدبی – أصوله ومناهجه) ترجمه رضا نیکوفرَ غلامحسین فلکی
- «آفرینش هنری در قرآن» (التصویر الفنی فی القرآن) ترجمه محمد مهدی فولادوند
- دورنمای رستاخیز در ادیان پیشین و قرآن (مشاهد القیامة فی القرآن) ترجمه غلام رضا خسروی حسینی
- «زیربنای صلح جهانی» ترجمه سید هادی خسروشاهی و زین العابدین قربانی

### تألیفات اسلامی
- چراغی بر فراز راه (در ترجمه‌ای دیگر: نشانه‌های راه) (معالم فی الطریق)
- «آینده در قلمرو اسلام» (المستقبل لهذا الدین) ترجمه سید علی خامنه‌ای
- هذا الدین.
- فی ظلال القرآن (تفسیر). ترجمه سید علی خامنه‌ای
- «عدالت اجتماعی در اسلام» (العدالة الاجتماعیة) ترجمه محمد علی گرامی و سید هادی خسروشاهی
- تصورات إسلامیة (مجموعه مقالات).
- فاجعه تمدن و رسالت اسلام (الاسلام و مشکلاة الحضارة) - ترجمه علی حجتی کرمانی

### مقالات
- ادعانامه علیه تمدن غرب. ترجمه سید علی خامنه‌ای
- کیف وقعت مراکش تحت‌الحمایة الفرنسیة؟
- قیمة الفضیلة بین آلفرد والجماعة.
- الدلالة النفسیة للألفاظ والتراکیب العربیة.
- هل نحن متحضرون؟
- وظیفة الفن والصحافة.
- شیلوک فلسطین أو قضیة فلسطین.
- أین أنت یا مصطفی کامل؟
- فلنعتمد علی أنفسنا.
- ضریبة الذل.
- أین الطریق؟.

### قصائد
- الصبح یتنفس (قصیدة)
- حدثینی (قصیدة).
- هم الحیاة (قصیدة).
- هتاف الروح (قصیدة).
- تسبیح (قصیدة).

## برگردان آثار به فارسی
سید علی خامنه‌ای پیش از انقلاب ۱۳۵۷ ایران، تألیفات و ترجمه‌هایی از آثار سید قطب را به زبان فارسی نشر داده بود.